# Josef Höhn (Widerstandskämpfer)
Josef Höhn (* 27. März 1902 in Falkenberg; † 29. Januar 1945 im Zuchthaus Brandenburg-Görden) war ein deutscher Widerstandskämpfer.

## Leben

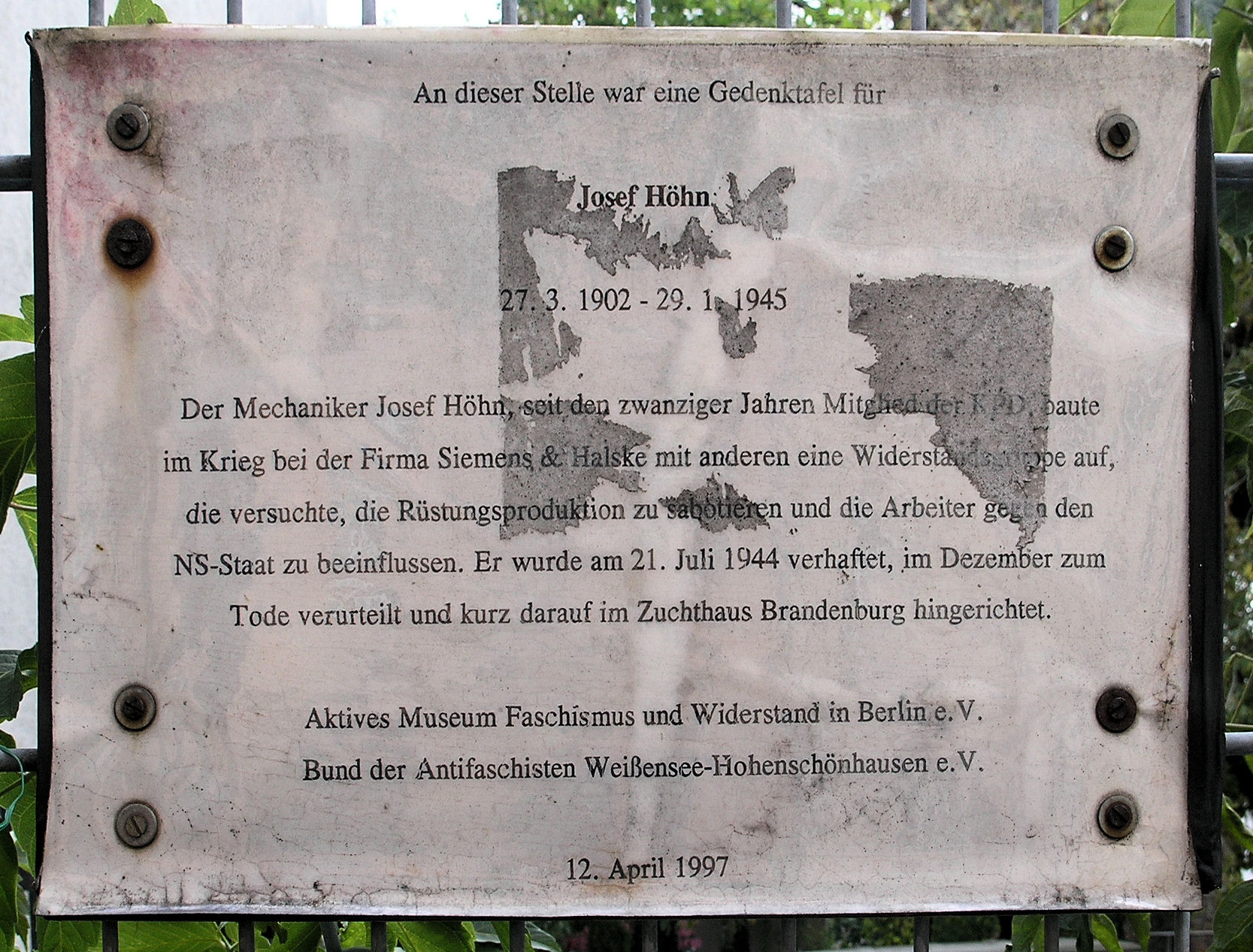
Gedenktafel am Haus Börnestraße 20, in Berlin-Weißensee

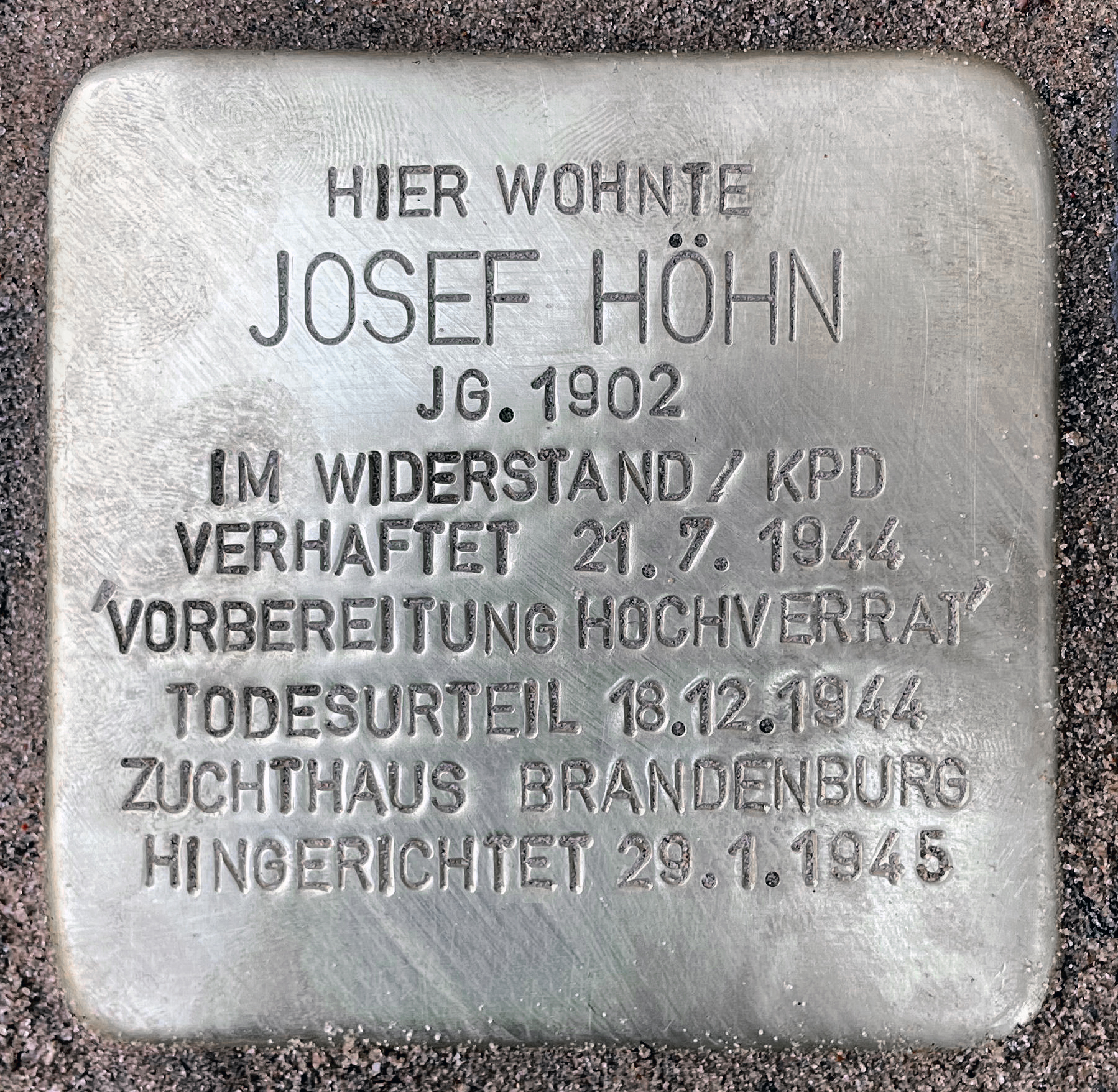
Stolperstein am Haus, Börnestraße 18, in Berlin-Weißensee

Josef Höhn war Sohn des Tischlermeisters Josef Höhn und dessen Ehefrau Ida, geborene Eckert. Gemeinsam mit seinen Eltern und neun Geschwistern übersiedelte er 1908 nach Berlin. Nach dem Abschluss der Volksschule erlernte Josef Höhn den Beruf des Feinmechanikers. Anschließend arbeitete er in Berliner Betrieben, darunter dem Siemens Apparate- und Maschinenbau in Marienfelde.
Josef Höhn heiratete 1924 Selma Köllner (12. Oktober 1904 bis 1. November 1988). Gemeinsam hatten sie zwei Kinder: Werner (* 1926) und Brigitte (* 1940).
Höhn war Mitglied der KPD und leitete noch nach der „Machtergreifung“ der Nationalsozialisten eine Betriebszelle seiner Partei. Im Sommer 1933 wurde er verhaftet und zu einer fünfmonatigen Gefängnisstrafe verurteilt. Nach seiner Entlassung setzte er den Widerstand gegen das NS-Regime fort.
Nach den Verhaftungswellen gegen die Widerstandskreise um Robert Uhrig im Februar und um Wilhelm Guddorf und John Sieg im Herbst 1942 gelang es Josef Höhn erneut, die Verbindung zu einer größeren Widerstandsgruppe zu finden und seine „illegale“ Betriebszelle in die Saefkow-Jacob-Bästlein-Organisation einzubinden.
Am 21. Juli 1944 wurde Höhn verhaftet und am 18. Dezember 1944 vom Volksgerichtshof wegen „Vorbereitung zum Hochverrat“ zur Höchststrafe verurteilt.

## Ehrungen
- In Berlin-Alt-Hohenschönhausen gibt es die Josef-Höhn-Straße
- Am 27. März 2022 wurde vor seinem ehemaligen Wohnort, Berlin-Weißensee, Börnestraße 18, ein Stolperstein verlegt.